# Leiocolea turbinata
Leiocolea turbinata är en bladmossart som först beskrevs av Giuseppe Raddi, och fick sitt nu gällande namn av Hans Robert Viktor Buch. Leiocolea turbinata ingår i släktet Leiocolea och familjen Jungermanniaceae. Inga underarter finns listade i Catalogue of Life.